# Chris Bacon (Filmkomponist)
Chris Paul Bacon (* 17. März 1977 in Provo, Utah) ist ein US-amerikanischer Filmkomponist.

## Biografie
Chris Roberts ist ein Protegé von James Newton Howard und arbeitete anfangs für ihn als Komponist für „erweiterte Musik“ (englisch additional music). So war er an den Filmen King Kong und Eine zauberhafte Nanny – Knall auf Fall in ein neues Abenteuer beteiligt. Ab 2007 folgte mit Nora Roberts – Verschlungene Wege seine erste Arbeit als Hauptkomponist.
Er arbeitet auch weiterhin mit James Newton Howard und anderen Komponisten zusammen. So komponierte er beispielsweise erweiterte Musik zu Defiance – Für meine Brüder, die niemals aufgaben (2008), Eine zauberhafte Nanny – Knall auf Fall in ein neues Abenteuer (2010), Wasser für die Elefanten (2011), Avengers: Age of Ultron, Alice im Wunderland: Hinter den Spiegeln (2016), Die fantastische Reise des Dr. Dolittle (2020) oder Doctor Strange in the Multiverse of Madness (2022).
Darüber hinaus komponierte er mehrfach zusammen mit den Komponisten Stuart Michael Thomas (u. a. Nora Roberts – Verschlungene Wege, Northern Lights, Midnight Bajou) oder Danny Elfman (darunter When We Rise, Wednesday oder Men in Black: International) die Musik zu Filmen und Serien. Sein Wirken umfasst über 80 Film- und Serienproduktionen davon über 40 als Hauptkomponist.
Bacon ist verheiratet und Vater dreier Kinder.

## Filmografie (Auswahl)
- 2007: Nora Roberts – Verschlungene Wege (Angels Falls)
- 2009: Northern Lights
- 2009: Midnight Bajou
- 2010: Alpha und Omega (Alpha and Omega)
- 2010: Love Ranch
- 2011: Gnomeo & Julia
- 2011: Beethovens abenteuerliche Weihnachten (Beethoven’s Christmas Adventure)
- 2011: Source Code
- 2012–2013: Smash (Fernsehserie)
- 2013–2017: Bates Motel (Fernsehserie)
- 2016–2019: The Tick (Fernsehserie)
- 2017: Mädelstrip (Snatched)
- 2017: Eine Reihe betrüblicher Ereignisse (A Series of Unfortunate Events, Fernsehserie)
- 2017: When We Rise (Fernsehserie)
- 2018: Sherlock Gnomes
- 2019: Men in Black: International
- 2022: Wednesday (Fernsehserie)
- 2023: 65
- 2024: Heretic
- 2025: M3GAN 2.0

## Auszeichnungen
2012 wurde Chris Bacon für seine Arbeit an Gnomeo & Julia mit einem ASCAP Award ausgezeichnet. Für Men in Black: International erhielt er einen BMI Film & TV Award. Er wurde insgesamt vier Mal für einen Primetime Emmy nominiert: Smash (2012), Bates Motel (2016), The Tick (2018) und Wednesday (2023). Weitere Nominierungen erhielt er für einen OFTA-Award (Bates Motel, 2014 und 2016), einen Hollywood Music In Media Award (Sherlock Gnomes, 2018) und einen World Soundtrack Award (Wednesday, 2023).